# Das Standgericht
Das Standgericht (Originaltitel: The Drumhead) ist die 21. Folge der vierten Staffel der US-amerikanischen Science-Fiction-Fernsehserie Raumschiff Enterprise – Das nächste Jahrhundert. Sie wurde in den Vereinigten Staaten über Syndication vermarktet und erstmals am 29. April 1991 auf verschiedenen Fernsehsendern ausgestrahlt. In Deutschland war sie zum ersten Mal am 17. März 1994 in einer synchronisierten Fassung auf Sat.1 zu sehen.

## Handlung
Im Jahr 2367 bei Sternzeit 44769.2 wird auf der Enterprise ein möglicher Spionage- und Sabotagefall untersucht. In der Dilithiumkammer des Warp-Antriebs ist es zu einer Explosion gekommen. Etwa zeitgleich wurden Pläne der Dilithiumkammer an die verfeindeten Romulaner weitergegeben. Der Verdacht fällt auf den Klingonen J'Dan, der im Rahmen eines wissenschaftlichen Austauschprogramms der Enterprise zugeteilt wurde.
Die eigentlich schon pensionierte Admiralin Norah Satie kommt mit zwei Mitarbeitern an Bord, um die Leitung der Ermittlung zu übernehmen. Worf, der Sicherheitschef der Enterprise, teilt ihr mit, dass er glaubt, J'Dan überführt zu haben: Dieser leidet an einer Krankheit, aufgrund derer er sich regelmäßig Injektionen mit einem Hypospray verabreichen muss. Das Gerät ist jedoch manipuliert. Es enthält einen optischen Chip, mit dem J'Dan sensible Daten aus dem Schiffscomputer auslesen konnte. Diese Daten wurden dann in Aminosäure-Sequenzen umgewandelt, die einer beliebigen Person injiziert und somit unerkannt von Bord geschmuggelt werden konnten. Mit dieser Erkenntnis konfrontiert gesteht J'Dan die Spionage, streitet aber strikt ab, für die Explosion verantwortlich zu sein. Satie und ihr Mitarbeiter Sabin Genestra glauben, dass er nicht allein gehandelt hat, und wollen die Untersuchung ausweiten.
Satie befragt alle Personen, mit denen J'Dan Kontakt hatte. Ihr Verdacht fällt auf den jungen Medizintechniker Simon Tarses. Obwohl nichts Handfestes gegen ihn vorliegt, spürt der telepathisch veranlagte Betazoid Genestra, dass Tarses große Furcht und Schuldgefühle plagen. Da dieser Verdacht äußerst vage ist, weigert sich Captain Picard, Tarses’ Bewegungsfreiheit einzuschränken. Zugleich legen Chefingenieur La Forge und der zweite Offizier Data ihren Bericht zur Untersuchung der Dilithiumkammer vor. Diesem zufolge gab es gar keine Sabotage, sondern die Explosion war eine Folge von Materialermüdung. Dennoch halten Satie und Genestra an ihrem Verdacht fest, dass Tarses ein Komplize von J'Dan ist, und wollen ihn weiter verhören. Picard teilt ihm seinen ersten Offizier Will Riker als Rechtsbeistand zu. Genestra konfrontiert Tarses mit der erfundenen Behauptung, die Dilithiumkammer wäre durch Chemikalien beschädigt worden, die auf der Krankenstation aufbewahrt werden. Schließlich befragt er ihn nach seiner Abstammung. Bei seiner Aufnahme in die Sternenflotte hatte Tarses angegeben, dass sein Großvater Vulkanier war, doch in Wirklichkeit war er offenbar Romulaner.
Tarses weigert sich, diese Frage zu beantworten. Später gibt er in einem vertraulichen Gespräch mit Picard jedoch zu, dass sein Großvater tatsächlich Romulaner war. Diese falsche Angabe war sein einziges Vergehen, doch sie holt ihn jetzt ein und seine Karriere bei der Sternenflotte scheint vorbei. Picard hat das Gefühl, dass sich Saties Ermittlungen immer mehr zu einem Standgericht entwickeln, und fordert deren sofortige Einstellung. Satie kontert damit, dass sie die volle Unterstützung des Sternenflottenkommandos genießt und in Kürze Admiral Thomas Henry eintreffen wird, um den weiteren Verlauf ihrer Ermittlungen zu verfolgen. Kurz darauf erhält Picard die Mitteilung, dass er selbst von Satie befragt werden wird.
Im Beisein von Admiral Henry beginnt Satie mit Picards Befragung. Zunächst bringt sie einen Vorfall zur Sprache, der sich einige Monate zuvor ereignet hatte: Damals hatte die Enterprise den Auftrag, die vulkanische Botschafterin T’Pel zu Verhandlungen mit den Romulanern zu eskortieren. T’Pel entpuppte sich schließlich als romulanische Spionin, dennoch ließ Picard sie gehen. Worf springt Picard zur Seite und wirft ein, dass ihm damals keine Wahl geblieben war, denn die Enterprise stand mehreren romulanischen Kriegsschiffen gegenüber. Satie geht noch weiter zurück. Sie erwähnt Picards zeitweilige Assimilation durch die Borg, die ihn dazu zwangen, bei der Zerstörung von 39 Sternenflotten-Raumschiffen mitzuwirken. Sie zweifelt an, dass er sich von diesem Vorfall wirklich erholt hat. An diesem Punkt reicht es Picard. Er geht nicht mehr auf ihre Fragen ein, sondern erinnert sie an die Worte ihres eigenen Vaters, des berühmten Richters Aaron Satie: „Mit dem ersten Glied ist die Kette geschmiedet. Wenn die erste Rede zensiert, der erste Gedanke verboten, die erste Freiheit verweigert wird, sind wir alle unwiderruflich gefesselt.“ Diese Worte bringen Satie völlig aus der Fassung. Sie wirft ihm vor, mit den Romulanern zu kollaborieren, und droht, ihn zu Fall zu bringen. Admiral Henry wird nun klar, dass Satie keine seriöse Ermittlung, sondern eine Hexenjagd betreibt. Wortlos verlässt er den Raum und allen Beteiligten ist klar, dass nicht nur die Ermittlung, sondern auch Saties Karriere beendet ist.
Worf ist beschämt, denn er hatte geglaubt, dass Satie aufrichtig nach den Feinden der Föderation gesucht hatte, und war bestrebt, sie dabei zu unterstützen. Picard erklärt ihm, dass solche Fehleinschätzungen leicht passieren können, denn Übeltäter, die vermeintlich einer guten Sache dienen, sind nur schwer zu enttarnen und daher ist ständige Wachsamkeit der Preis, den man zahlen muss, um die Freiheit zu bewahren.

## Verbindungen zu anderen Star-Trek-Produktionen
In Das Standgericht wird auf Ereignisse aus mehreren früheren Folgen von Raumschiff Enterprise – Das nächste Jahrhundert Bezug genommen:
- Die außerirdische Unterwanderung des Sternenflottenkommandos in Folge 1.25 (Die Verschwörung)
- Worfs Entehrung aufgrund des vorgeblichen Verrats seines Vaters in Folge 3.17 (Die Sünden des Vaters). Worf deckte mit seiner Entehrung den Hohen Rat, um einen Bürgerkrieg zu verhindern. Dessen Mitglieder wussten, dass nicht sein Vater, sondern der Vater des Oberhaupts des im Reich einflussreichen Hauses Duras die Klingonen auf Khitomer an die Romulaner verraten hatte. Dies bietet eine Erklärung für Worfs Eifer, weitere Komplizen der Romulaner um J'Dan aufzudecken.
- Picards Assimilation durch die Borg in der Doppelfolge 3.26/4.01 (In den Händen der Borg / Angriffsziel Erde) und seine Erholung davon in Folge 4.02 (Familienbegegnung)
- Die Rückkehr der romulanischen Spionin T’Pel/Selok in Folge 4.11 (Datas Tag)

Einige Elemente aus dieser Folge wurden in späteren Star-Trek-Produktionen wieder aufgegriffen:
- In der finalen Doppelfolge 7.25/26 (Gestern, heute, morgen) von Raumschiff Enterprise – Das nächste Jahrhundert aus dem Jahr 1994 wird erwähnt, dass Picard das Kommando der Enterprise auf Betreiben von Admiral Norah Satie erhielt.
- J'Dan weiß um Lt. Worfs "Unsichtbarkeit" im Klingonischen Reich und deutet zugleich einflussreiche, hohe Kontakte an, welche Worf rehabilitieren könnten, wenn er ihm bei der Flucht helfen würde. Verstrickungen zwischen einflussreichen Personen im Klingonischen Reich und dem Romulanischen Reich werden in der Folge 4.24 (Verräterische Signale) und der Doppelfolge 4.26/5.1 (Der Kampf um das klingonische Reich) thematisiert.
- In der Doppelfolge 4.11/12 (Die Front / Das verlorene Paradies) von Star Trek: Deep Space Nine aus dem Jahr 1996 wird die Problematik der Opferung von Freiheiten zugunsten vermeintlicher Sicherheit in der Föderation noch einmal behandelt.
- J'Dan schmuggelt Informationen, indem er aus dem Computer ausgelesene Daten in Aminosäure-Sequenzen umwandelt. Eine ganz ähnliche Technologie ist im Pilotfilm Aufbruch ins Unbekannte von Star Trek: Enterprise aus dem Jahr 2001 zu sehen.

## Produktion

### Drehbuch und Regie
Am Anfang der Entwicklung von Das Standgericht stand die Idee, eine preisgünstige Folge zu produzieren. Zunächst wurde eine Clipshow in Betracht gezogen, also eine Folge, die intensiv Gebrauch von Material aus früheren Folgen macht. Die Produzenten Michael Piller und Rick Berman nahmen aber schnell wieder Abstand von diesem Plan, da bereits die Folge 2.22 (Kraft der Träume) als Clipshow konzipiert worden war und das Ergebnis von den Zuschauern und Kritikern extrem negativ aufgenommen worden war.
Stattdessen entwickelte Jeri Taylor aufbauend auf einer Idee von Ronald D. Moore ein Gerichtsdrama, dass zeigen sollte, dass vermeintlich überwunden geglaubte Hexenjagden wie die Hexenprozesse von Salem oder die antikommunistische Kampagne des US-Senators Joseph McCarthy auch in der fortschrittlichen Gesellschaft des 24. Jahrhunderts passieren können.
Laut Regisseur Jonathan Frakes wurden mehrere Einstellungen aus bekannten Gerichtsdramen wie Die Caine war ihr Schicksal und Urteil von Nürnberg übernommen.

### Darsteller
Bruce French hat hier als Sabin Genestra seinen ersten Auftritt im Star-Trek-Franchise. Er spielte später noch einen Ocampa-Arzt im Pilotfilm Der Fürsorger von Star Trek: Raumschiff Voyager, einen Son’a-Offizier im Spielfilm Star Trek: Der Aufstand und einen vulkanischen Mönch in Folge 1.07 (Doppeltes Spiel) von Star Trek: Enterprise.
Spencer Garrett, Darsteller von Simon Tarses, spielte auch das Hologramm Weiss in der Doppelfolge 7.09/10 (Fleisch und Blut) von Star Trek: Raumschiff Voyager.
Henry Woronicz, Darsteller von J'Dan, spielte später auch zwei Rollen in Star Trek: Raumschiff Voyager: Forra Gegen in Folge 3.23 (Herkunft aus der Ferne) und Quarren in Folge 4.23 (Der Zeitzeuge).
Earl Billings erhielt für seine Darstellung von Admiral Thomas Henry einen Eintrag in den Credits der Folge, obwohl es sich nicht um eine Sprechrolle handelte.

### Musik
Das Standgericht war die letzte Folge der Serie, für die Ron Jones die Musik komponierte. Zwischen ihm und den Produzenten Rick Berman und Peter Lauritson war es wiederholt zu künstlerischen Differenzen über die passende Musik in den einzelnen Folgen gekommen, was schließlich zur Entlassung von Jones führte. Sein Kollege Dennis McCarthy lehnte es ab, von nun an alleiniger Komponist der Serie zu sein, da dies für ihn ein zu starkes Arbeitspensum bedeutet hätte. Daher wurde Jay Chattaway als regulärer zweiter Komponist eingestellt, der zuvor bereits die Musik für je eine Folge der dritten und vierten Staffel geliefert hatte.

## Rezeption
Keith DeCandido bewertete Das Standgericht 2012 auf tor.com als eine eher schlechte Folge von Raumschiff Enterprise – Das nächste Jahrhundert. Das Grundkonzept über den kurzen Weg von Besorgnis zu Paranoia fand er spannend, aber in der Doppelfolge Die Front / Das verlorene Paradies von Star Trek: Deep Space Nine deutlich besser umgesetzt. Einer seiner wesentlichen Kritikpunkte an Das Standgericht ist die schlechte Charakterisierung von Norah Satie. Sie wird zwar als geniale Juristin beschrieben, aber praktisch nicht als solche gezeigt. Als ihre Untersuchung außer Kontrolle gerät, schlägt die Figur ohne jegliche Zwischentöne sehr schnell komplett ins Böse um. DeCandido fand, dass es der Folge gut getan hätte, erst nach den Verdächtigungen gegen Tarses aufzulösen, dass es keine Sabotage auf der Enterprise gab, denn dann wäre es zu diesem Zeitpunkt noch nicht ganz so eindeutig gewesen, dass Saties Handeln falsch ist. DeCandido fand es auch eher schwach, dass Picard am Ende die Worte ihres eigenen Vaters gegen sie verwendet, woraufhin sie ihn mit wahnhaften Anschuldigungen überzieht und dann einfach alles vorbei ist.
Charlie Jane Anders führte Das Standgericht 2014 auf gizmodo.com in einer Liste der 100 besten bis dahin ausgestrahlten Star-Trek-Folgen auf Platz 34.
Aaron Couch und Graeme McMillan erstellten 2016 anlässlich des 50-jährigen Jubiläums von Star Trek in Zusammenarbeit mit verschiedenen Beteiligten aus dem Franchise für den Hollywood Reporter eine Liste der 100 besten bis dahin ausgestrahlten Folgen. Das Standgericht wurde hierbei auf Platz 46 gewählt.
Aaron Couch und Graeme McMillan erstellten 2016 für den Hollywood Reporter eine Liste der 25 besten Folgen von Raumschiff Enterprise – Das nächste Jahrhundert. Das Standgericht landete dabei auf Platz 15.
Edward Cambro erstellte 2017 für die Website screenrant.com eine Liste der 15 düstersten Star-Trek-Folgen und führte Das Standgericht darin auf Platz 3.
Patrick Cooley führte Das Standgericht 2017 in einer Liste der 25 besten bis dahin ausgestrahlten Star-Trek-Folgen auf Platz 19.
Angelica Jade Bastién schrieb 2017 auf vulture.com eine Einführung für Neulinge ins Star-Trek-Franchise und nannte dabei Das Standgericht als eine der besten Folgen von Raumschiff Enterprise – Das nächste Jahrhundert.
Mike Bloom zählte Das Standgericht 2019 auf der Website hollywoodreporter.com als eine der 25 besten Folgen von Raumschiff Enterprise – Das nächste Jahrhundert.
Kayleena Pierce-Bohen führte Das Standgericht 2020 auf screenrant.com in einer Liste der 15 besten Star-Trek-Folgen auf Platz 1.
Anthony Vieira führte Das Standgericht 2021 auf der Website collider.com in einer Liste der 25 besten Folgen von Raumschiff Enterprise – Das nächste Jahrhundert auf Platz 15.
Daniel Räbiger und Jens Großjohann von scifinews.de erheben die Episode in ihrer Sendung ScifiNews.DE Goldstandard zu eben diesem, da die Folge "neben aller Dramatik" auch eine "Botschaft voller Hoffnung" enthält, da in der Utopie "es nur einer einzigen guten, einer einzigen großartigen Person bedarf, um die Waage der Gerechtigkeit in die richtige Richtung zu kippen".